# Barbro Hiort af Ornäs
Barbro Margareta Eriksdotter Hiort af Ornäs (* 28. August 1921 in Göteborg; † 27. November 2015 in Bromma, Stockholm) war eine schwedische Theater- und Filmschauspielerin. In ihrer sieben Jahrzehnte währenden Karriere übernahm sie mehr als 60 Theaterrollen. Ebenso war sie ab den 1940er Jahren in mehr als 60 Film- und Fernsehproduktionen zu sehen. Für Ingmar Bergmans Spielfilm Nahe dem Leben (1958) erhielt sie gemeinsam mit Ingrid Thulin, Eva Dahlbeck und Bibi Andersson den Darstellerpreis der Internationalen Filmfestspiele von Cannes.

## Biografie

### Ausbildung und Theaterarbeit
Barbro Hiort af Ornäs wurde 1921 in Göteborg als drittes Kind des Ingenieurs Hans Erik Sebastian Hiort af Ornäs (anderen Quellen zufolge Hjort af Ornäs) und dessen Ehefrau Alma Ärnström geboren. Sie wuchs mit zwei älteren Brüdern in ihrer Heimatstadt auf, ehe die Familie nach Stockholm zog, wo der Vater ab 1926 ein eigenes Ingenieurbüro unterhielt. Hiort af Ornäs besuchte das dortige Schartaus-Handelsgymnasium. 1939 machte sie die Bekanntschaft mit dem jungen Theaterregisseur Ingmar Bergman, der sie in seinem zweiten Stück Galgmannen im Stockholmer Theater Mäster Olofs-gården einsetzte. Bis zu Bergmans Ernennung zum Leiter des Stadttheaters von Helsingborg im Jahr 1944 wurde sie wiederkehrend mit Rollen in seinen Inszenierungen bedacht. 1943 fand sie Aufnahme an der Königlichen Schauspielschule in Stockholm, wo unter anderem so bekannte Aktricen wie Greta Garbo, Ingrid Bergman oder Eva Dahlbeck ihre Ausbildung begonnen hatten.
Ihr professionelles Bühnendebüt gab Hiort af Ornäs noch im selben Jahr am Königlichen Dramatischen Theater in Stockholm. Sie war mit einer Nebenrolle in Stig Torsslows Inszenierung von Alexandre Dumas’ Die drei Musketiere (1943) vertreten, in der sie an der Seite von Olof Bergström, Anita Björk und Mai Zetterling agierte. Nach Abschluss ihrer Ausbildung im Jahr 1945 erschien Hiort af Ornäs in weiteren Inszenierungen am Königlichen Dramatischen Theater, wo sie mit Nebenrollen sowohl in schwedischen Stücken als auch modernen Stoffen wie dem Part der Sue Bayliss in Arthur Millers Alle meine Söhne (1947) von Rune Carlsten betraut wurde. Ab Ende der 1940er Jahre schloss sich Hiort af Ornäs verschiedenen Stockholmer Privattheatern an. Von 1947 bis 1948 arbeitete sie für das Neue Theater („Nya Teatern“), ehe sie von 1948 bis 1952 an das Vasateatern wechselte. Von 1953 bis 1954 war sie für das Intima Teatern tätig, unterbrochen von einem einjährigen Gastspiel am Stadttheater Göteborg (1952/53), wo sie unter anderem in Jean Anouilhs Einladung ins Schloss (1952) und Federico García Lorcas Bluthochzeit (1953) zu sehen war. 
Von 1955 bis 1958 schloss sich Hiort af Ornäs erneut dem Ensemble des Stockholmer Vasateatern an. Nach einer Saison am Stockholmer Stadttheater (1964/65) nahm sie Anfang der 1970er Jahre mit dem Part der Maria Nikolajevna in Mats Eks Inszenierung von Leo Tolstojs testamente (1970) ihre Arbeit am Königlichen Dramatischen Theater wieder auf. Bis Ende der 1990er Jahre war sie dort mit Nebenrollen in Stücken von Edward Bond (Restoration, 1983), Bertolt Brecht (Leben des Galilei, 1974), Rolf Hochhuth (Ärztinnen, 1982), Christopher Hampton (Gefährliche Liebschaften, 1990), William Shakespeare (Romeo und Julia, 1971; Maß für Maß, 1979), August Strindberg (Herr Bengts hustru, 1971; Myten om styrka och svaghet, 1975; Kronbruden, 1988) oder Peter Weiss (Hölderlin, 1973) zu sehen. 1977 rief Hiort af Ornäs zudem das Programm Poesihörnan (dt.: Lyrik-Ecke) ins Leben, das im Café des Königlichen Dramatischen Theaters stattfand und Poesie mit Essen verband. Noch einmal ein spätes Comeback auf der schwedischen Theaterbühne feierte sie 2006 mit 84 Jahren in Maria Löfgrens Inszenierung von Jösses Flickor im Stockholmer Stadttheater, in der sie an der Seite von so bekannten Schauspielkolleginnen wie Sofia Ledarp, Lena B. Eriksson und Katarina Ewerlöf agierte.

### Filmkarriere
Parallel zu ihrer Arbeit am Theater feierte Hiort af Ornäs 1943 mit der Nebenrolle der Kaj Ekman in Olof Molanders Drama Frauen in Gefangenschaft ihr Debüt im schwedischen Film. Weitere Auftritte unter so bekannten Filmregisseuren wie Gustaf Molander (Fästmö uthyres, 1950), Alf Sjöberg (Barabbas – Der Mann im Dunkel, 1953) oder dem Deutschen Eugen York (Das Fräulein von Scuderi, 1955) folgten. Einem internationalen Publikum wurde Hiort af Ornäs aber erst 1958 durch die erneute Zusammenarbeit mit Ingmar Bergman an dem ersten gemeinsamen Filmprojekt Nahe dem Leben bekannt. In der Verfilmung von Erzählungen von Ulla Issakson schlüpfte sie in die Rolle einer Oberschwester, die auf der Entbindungsstation eines Krankenhauses Anteil an den Schicksalen dreier Patientinnen (gespielt von Ingrid Thulin, Eva Dahlbeck und Bibi Andersson) nimmt. Das Drama erhielt noch im selben Jahr eine Einladung in den Wettbewerb der 11. Internationalen Filmfestspiele von Cannes. Die Leistung von Thulin, Dahlbeck, Andersson und Hiort af Ornäs fand Anklang bei der Festival-Jury um den französischen Schriftsteller Marcel Achard und alle vier Schauspielerinnen wurden als erste Schwedinnen mit dem Darstellerpreis ausgezeichnet.
Der Part der Schwester Brita, für die sie auch in ihrem Heimatland Anerkennung fand, steht exemplarisch für die Rollen, die Hiort af Ornäs seit Anbeginn ihrer Filmkarriere verkörperte. Häufig wurde sie in vertrauenerweckenden Rollen, wie etwa als Krankenschwester, Schulleiterin oder Sozialarbeiterin, besetzt. An den frühen internationalen Erfolg konnte die Schauspielerin jedoch in den folgenden Jahrzehnten nicht mehr anknüpfen. Ab Anfang der 1960er Jahre trat Hiort af Ornäs vermehrt in Theateradaptionen für das schwedische Fernsehen in Erscheinung, darunter Sophokles’ Antigone (1960), Eugene O’Neills O Wildnis! (Ljuva ungdomstid, 1961) oder George Bernard Shaws Pygmalion (1968). Ingmar Bergman verschaffte ihr sporadisch kleine Rollen in seinen Filmen Ach, diese Frauen (1964), Schande (1968), Passion (1969), The Touch (1971) und Szenen einer Ehe (1973), ebenso der junge Lasse Hallström (... Vater sein dagegen sehr, 1979; Kom igen, nu'rå!, 1981). Einem größeren schwedischen Publikum blieb Hiort af Ornäs ab den 1980er Jahren durch Altersrollen in Erinnerung, so als Mutter von Lasse Åberg in dessen erfolgreichen Stig-Helmer-Komödien Sällskapsresan 2 – Snowroller (1985), S.O.S. – En segelsällskapsresa (1988), Den Ofrivillige golfaren (1991) und Hälsoresan – En smal film av stor vikt (1999). Ihre letzte Fernsehrolle absolvierte sie 2001 mit dem Part der Ester in Martin Asphaugs Das falsche Urteil (2001), nach dem gleichnamigen Kriminalroman von Håkan Nesser. Mit Eric Donells und Martin Söders Kriminalfilm Im Zeichen des Mörders (2005) trat Hiort af Ornäs zuletzt im Kino in Erscheinung.
Barbro Hiort af Ornäs war mit Hans Ullberg (1920–1996) liiert, selbst Schauspieler und Leiter des Riksteatern, der nationalen schwedischen Theaterkompanie. 1989 erhielt sie für ihre Verdienste als Schauspielerin die königliche Ehrenmedaille Litteris et Artibus zugesprochen, mit der vor ihr so bekannte Persönlichkeiten wie Tage Danielsson, Erland Josephson oder Astrid Lindgren ausgezeichnet worden waren.

## Filmografie (Auswahl)
- 1943: Frauen in Gefangenschaft (Kvinnor i fångenskap)
- 1949: Flickan från tredje raden
- 1950: Fästmö uthyres
- 1953: Barabbas – Der Mann im Dunkel (Barabbas)
- 1955: Das Fräulein von Scuderi
- 1957: Spielbank-Affäre
- 1958: Nahe dem Leben (Nära livet)
- 1961: Die Wilderer vom Teufelsmoor (Pojken i trädet)
- 1964: Ach, diese Frauen (För att inte tala om alla dessa kvinnor)
- 1964: Liebende Paare (Älskande par)
- 1968: Schande (Skammen)
- 1968: Wie der nackte Wind des Meeres (… som havets nakna vind)
- 1969: Som natt och dag
- 1969: Passion (En passion)
- 1971: The Touch (Beröringen)
- 1973: Smutsiga fingrar
- 1973: Szenen einer Ehe (Scener ur ett äktenskap)
- 1973: Die Hochzeit (Bröllopet)
- 1979: … Vater sein dagegen sehr (Jag är med barn)
- 1981: Kom igen, nu’rå! (Fernsehfilm)
- 1985: Sällskapsresan 2 – Snowroller
- 1988: S.O.S. – En segelsällskapsresa
- 1991: Amelia
- 1991: Den Ofrivillige golfaren
- 1997: Selma & Johanna – en roadmovie
- 1999: Hälsoresan – En smal film av stor vikt
- 2001: Håkan Nesser – Das falsche Urteil (Återkomsten, Fernsehfilm)
- 2005: Im Zeichen des Mörders (Den utvalde)